# 黄原郡
黄原郡，中国南北朝时设置的郡。
西魏置黄原郡，治所在黄安县（治今四川剑阁县南一百二十里王河镇），隶属于始州。北周辖境相当今四川省剑阁县东部及南部之地。下辖黄安县、茂陵县二县。隋文帝开皇三年（583年）废黄原郡，属县直属始州。